# Torbjörn Eriksson (musiker)

För andra personer med samma namn, se Torbjörn Eriksson.  
Ulf Niclas Torbjörn Eriksson, född 12 mars 1964 i Älvdalen, är en svensk musiker som var medlem i det svenska dansbandet Larz-Kristerz, där han spelade orgel och sjöng fram till årsskiftet 2018/19.

## Diskografi
- Stuffparty 1 - 2003
- Stuffparty 2 - 2004
- Stuffparty 3 - 2007
- Om du vill - 2009
- Små ord av guld - 2010
- Från Älvdalen till Nashville - 2011
- Det måste gå att dansa till - 2013